# Districte de March
El districte de March és un dels sis Districtes del Cantó de Schwyz (Suïssa). Té 36.396 habitants (cens de 2007) i una superfície de 191,40 km². Està format per 9 municipis i el cap del districte és Lachen.

## Municipis
| Escut       | Nom         | Habitants (31.12.2004) | Superfície en km² | Núm. OFS |
| ----------- | ----------- | ---------------------- | ----------------- | -------- |
| Altendorf   | Altendorf   | 5190                   | 23.5              | 1341     |
| Galgenen    | Galgenen    | 4178                   | 13.2              | 1342     |
| Innerthal   | Innerthal   | 175                    | 50.2              | 1343     |
| Lachen      | Lachen      | 6581                   | 5.2               | 1344     |
| Reichenburg | Reichenburg | 2831                   | 11.6              | 1345     |
| Schübelbach | Schübelbach | 7574                   | 29.0              | 1346     |
| Tuggen      | Tuggen      | 2689                   | 15.3              | 1347     |
| Vorderthal  | Vorderthal  | 1012                   | 28.1              | 1348     |
| Wangen SZ   | Wangen      | 4622                   | 15.3              | 1349     |
|             | Total       | 34'852                 | 191.4             | 0505     |